# Xyletobius nuptus
Xyletobius nuptus är en skalbaggsart som beskrevs av Perkins 1910. Xyletobius nuptus ingår i släktet Xyletobius och familjen trägnagare.

## Underarter
Arten delas in i följande underarter:
- X. n. nuptus
- X. n. kauaiensis